# Debiut (album DKA)
Debiut – pierwszy album [[[DKA (raper)|DKA]], czyli Daniela Kaczmarczyka. Na płycie znajduje się 13 kompozycji, które DKA wcześniej publikował w Internecie, a z których najbardziej znanym jest pierwszy singel zatytułowany "Jak by to było".
Wśród gości występuje m.in. Nesreen z Arabii Saudyjskiej.

## Lista utworów
1. Intro
2. Więcej powiesz
3. Płaczę
4. Opamiętaj się
5. Co pozostanie po mnie
6. Jak by to było?
7. Refleksja
8. Marzenia
9. Pamiętam o Tobie Weroniko
10. Skit
11. Wspomnienia
12. Outro
13. Marzenia